# Laredo (Spanje)
Laredo is een gemeente in de Spaanse regio Cantabrië met een oppervlakte van 16 km². Laredo telt 11.446 inwoners (1 januari 2016).

## Demografische ontwikkeling

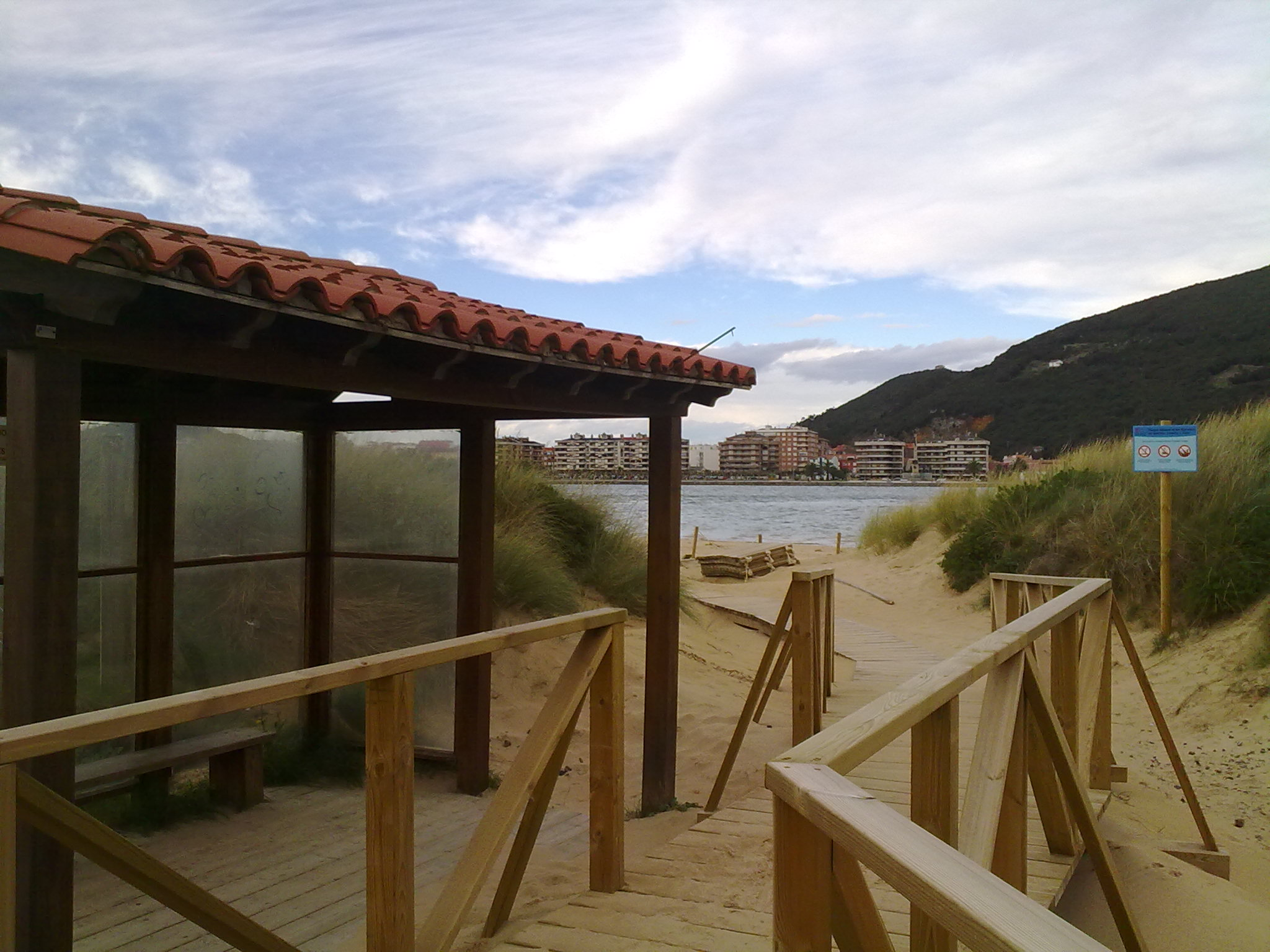
Strand

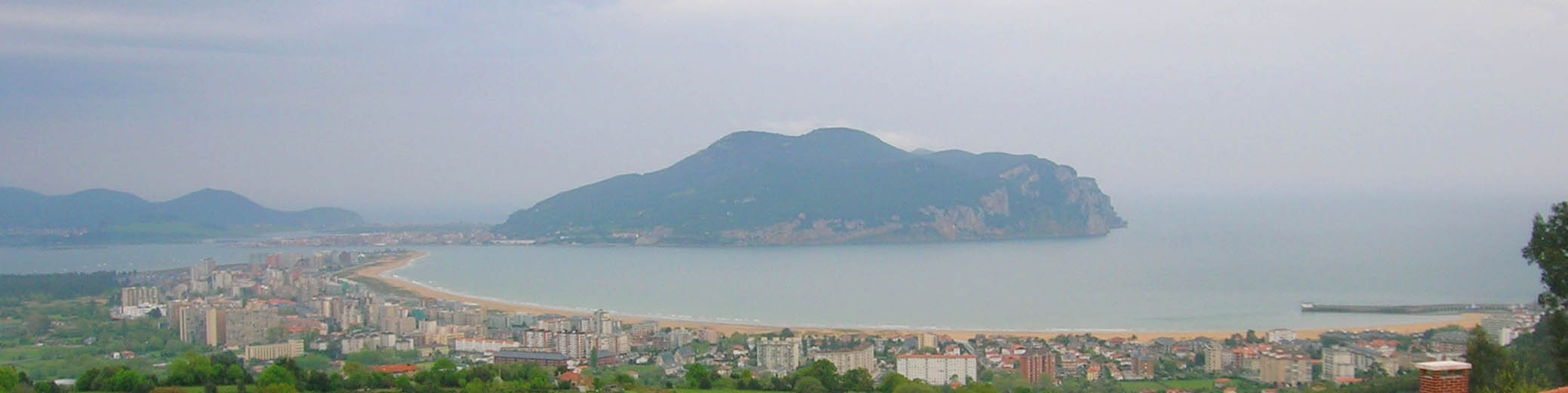
Laredo en Santoña.

Bron: INE; 1857-2011: volkstellingen